# Temporada 2023-24 de la NBA G League
La Temporada 2023-24 de la NBA Development League, conocida por motivos de patrocinio como NBA G League, fue la vigesimotercera temporada de la liga de desarrollo de la NBA. Los campeones fueron Oklahoma City Blue, que lograban así su primer título.

## Showcase Cup
La Showcase Cup comenzará en noviembre de 2023 y concluirá con un torneo de eliminación directa para coronar a un campeón en diciembre. Durante la Showcase Cup, los equipos se dividirán en cuatro grupo regionales y jugarán 16 partidos entre sí en cada uno de los respectivos mercados de la NBA G League. Los equipos con el mejor porcentaje de victorias en cada grupo regional, junto con los siguientes cuatro equipos de la liga con los mejores porcentajes de victorias, avanzarán para jugar por la Copa Showcase durante el denominado Winter Showcase.

### Clasificaciones
Actualizado a 19 de diciembre de 2023.
| Equipo (afiliado)           | G  | P  | PCT  |
| --------------------------- | -- | -- | ---- |
| Westchester Knicks (NYK)    | 10 | 4  | .714 |
| College Park Skyhawks (ATL) | 9  | 5  | .643 |
| Maine Celtics (BOS)         | 8  | 9  | .471 |
| Delaware Blue Coats (PHI)   | 8  | 9  | .471 |
| Long Island Nets (BKN)      | 8  | 6  | .571 |
| Capital City Go-Go (WAS)    | 8  | 7  | .533 |
| Greensboro Swarm (CHA)      | 3  | 11 | .214 |
| Raptors 905 (TOR)           | 2  | 12 | .143 |

| Equipo (afiliado)          | G  | P  | PCT  |
| -------------------------- | -- | -- | ---- |
| Indiana Mad Ants (IND)     | 14 | 1  | .933 |
| Motor City Cruise (DET)    | 9  | 5  | .643 |
| Windy City Bulls (CHI)     | 8  | 6  | .571 |
| Sioux Falls Skyforce (MIA) | 8  | 6  | .571 |
| Iowa Wolves (MIN)          | 5  | 9  | .357 |
| Cleveland Charge (CLE)     | 5  | 9  | .357 |
| Wisconsin Herd (MIL)       | 5  | 9  | .357 |
| Grand Rapids Gold (DEN)    | 3  | 11 | .214 |

| Equipo (afiliado)              | G | P | PCT  |
| ------------------------------ | - | - | ---- |
| Capitanes de Ciudad de México  | 8 | 6 | .571 |
| Rio Grande Valley Vipers (HOU) | 8 | 6 | .571 |
| Oklahoma City Blue (OKC)       | 8 | 6 | .571 |
| Osceola Magic (ORL)            | 8 | 6 | .571 |
| Birmingham Squadron (NOP)      | 8 | 6 | .571 |
| Austin Spurs (SAS)             | 6 | 8 | .429 |
| Texas Legends (DAL)            | 5 | 9 | .357 |
| Memphis Hustle (MEM)           | 5 | 9 | .357 |

| Equipo (afiliado)          | G  | P  | PCT  |
| -------------------------- | -- | -- | ---- |
| Santa Cruz Warriors (GSW)  | 10 | 4  | .714 |
| Ontario Clippers (LAC)     | 9  | 5  | .643 |
| Salt Lake City Stars (UTA) | 8  | 6  | .571 |
| Rip City Remix (POR)       | 7  | 7  | .500 |
| South Bay Lakers (LAL)     | 7  | 7  | .500 |
| NBA G League Ignite        | 4  | 10 | .286 |
| Stockton Kings (SAC)       | 4  | 10 | .286 |

      Clasificados para playoffs de la Showcase Cup.

### Playoffs
|  | Cuartos de final | Cuartos de final              | Cuartos de final |                       |     | Semifinales         | Semifinales     | Semifinales     |  |   | Final de la Showcase Cup | Final de la Showcase Cup | Final de la Showcase Cup |  |
|  | 19 de diciembre  | 19 de diciembre               | 19 de diciembre  |                       |     | 21 de diciembre     | 21 de diciembre | 21 de diciembre |  |   | 22 de diciembre          | 22 de diciembre          | 22 de diciembre          |  |
|  |                  |                               |                  |                       |     |                     |                 |                 |  |   |                          |                          |                          |  |
|  |                  |                               |                  |                       |     |                     |                 |                 |  |   |                          |                          |                          |  |
|  | 1                | Indiana Mad Ants              | 113              |                       |     |                     |                 |                 |  |   |                          |                          |                          |  |
|  | 1                | Indiana Mad Ants              | 113              |                       |     |                     |                 |                 |  |   |                          |                          |                          |  |
|  | 8                | Capital City Go-Go            | 102              |                       |     |                     |                 |                 |  |   |                          |                          |                          |  |
|  | 8                | Capital City Go-Go            | 102              |                       | 1   | Indiana Mad Ants    | 106             |                 |  |   |                          |                          |                          |  |
|  |                  |                               |                  |                       | 1   | Indiana Mad Ants    | 106             |                 |  |   |                          |                          |                          |  |
|  |                  |                               | 5                | College Park Skyhawks | 104 |                     |                 |                 |  |   |                          |                          |                          |  |
|  | 4                | Ontario Clippers              | 5                | College Park Skyhawks | 104 | 87                  |                 |                 |  |   |                          |                          |                          |  |
|  | 4                | Ontario Clippers              |                  |                       |     |                     |                 |                 |  |   |                          |                          |                          |  |
|  | 5                | College Park Skyhawks         | 100              |                       |     |                     |                 |                 |  |   |                          |                          |                          |  |
|  | 5                | College Park Skyhawks         | 100              |                       |     |                     |                 |                 |  | 1 | Indiana Mad Ants         | 99                       |                          |  |
|  |                  |                               |                  |                       |     |                     |                 |                 |  | 1 | Indiana Mad Ants         | 99                       |                          |  |
|  |                  |                               | 2                | Westchester Knicks    | 107 |                     |                 |                 |  |   |                          |                          |                          |  |
|  | 3                | Santa Cruz Warriors           | 2                | Westchester Knicks    | 107 | 116                 |                 |                 |  |   |                          |                          |                          |  |
|  | 3                | Santa Cruz Warriors           |                  |                       |     |                     |                 |                 |  |   |                          |                          |                          |  |
|  | 6                | Motor City Cruise             | 112              |                       |     |                     |                 |                 |  |   |                          |                          |                          |  |
|  | 6                | Motor City Cruise             | 112              |                       | 3   | Santa Cruz Warriors | 114             |                 |  |   |                          |                          |                          |  |
|  |                  |                               |                  |                       | 3   | Santa Cruz Warriors | 114             |                 |  |   |                          |                          |                          |  |
|  |                  |                               | 2                | Westchester Knicks    | 127 |                     |                 |                 |  |   |                          |                          |                          |  |
|  | 2                | Westchester Knicks            | 2                | Westchester Knicks    | 127 | 114                 |                 |                 |  |   |                          |                          |                          |  |
|  | 2                | Westchester Knicks            |                  |                       |     |                     |                 |                 |  |   |                          |                          |                          |  |
|  | 7                | Capitanes de Ciudad de México | 104              |                       |     |                     |                 |                 |  |   |                          |                          |                          |  |
|  | 7                | Capitanes de Ciudad de México | 104              |                       |     |                     |                 |                 |  |   |                          |                          |                          |  |
|  |                  |                               |                  |                       |     |                     |                 |                 |  |   |                          |                          |                          |  |

#### Final
| 22 de diciembre | Indiana Mad Ants                                              | 99–107               | Westchester Knicks                                               | |  |
|                 | Parciales: 30-21, 28-28, 17-33, 24–25                         |                      |                                                                  | |  |
|                 | Estadísticas Ben Sheppard 19 Oscar Tshiebwe 11 Ben Sheppard 8 | Reporte Pts Reb Asts | Estadísticas 23 Jacob Toppin 16 Dylan Windler 13 Brandon Goodwin | Pabellón: Orange County Convention Center, Orlando, Florida Árbitros: #77 Jenna Reneau, #80 JD Ralls, #34 Brent Haskill Televisión: ESPN |  |

## Temporada regular
Actualizado a 30 de marzo de 2024
| Pos. | Equipo                      | G  | P  | Pts | PD  |
| ---- | --------------------------- | -- | -- | --- | --- |
| 1    | Osceola Magic (ORL)         | 22 | 12 | 56  | —   |
| 2    | Maine Celtics (BOS)         | 21 | 13 | 55  | 1   |
| 3    | Indiana Mad Ants (IND)      | 21 | 13 | 55  | 1   |
| 4    | Capital City Go-Go (WAS)    | 20 | 14 | 54  | 2   |
| 5    | Long Island Nets (BKN)      | 19 | 15 | 53  | 3   |
| 6    | Delaware Blue Coats (PHI)   | 19 | 15 | 53  | 3   |
|      |                             |    |    |     |     |
| 7    | Wisconsin Herd (MIL)        | 17 | 17 | 51  | 5   |
| 8    | College Park Skyhawks (ATL) | 17 | 17 | 51  | 5   |
| 9    | Motor City Cruise (DET)     | 16 | 18 | 50  | 6   |
| 10   | Birmingham Squadron (NO)    | 15 | 19 | 49  | 7   |
| 11   | Cleveland Charge (CLE)      | 15 | 19 | 49  | 7   |
| 12   | Grand Rapids Gold (DEN)     | 15 | 19 | 49  | 7   |
| 13   | Windy City Bulls (CHI)      | 15 | 19 | 49  | 7   |
| 14   | Greensboro Swarm (CHA)      | 15 | 16 | 46  | 5.5 |
| 15   | Raptors 905 (TOR)           | 13 | 21 | 47  | 9   |
| 16   | Westchester Knicks (NYK)    | 12 | 22 | 46  | 10  |

| Pos. | Equipo                         | G  | P  | Pts | PD |
| ---- | ------------------------------ | -- | -- | --- | -- |
| 1    | Stockton Kings (SAC)           | 24 | 10 | 58  | —  |
| 2    | Sioux Falls Skyforce (MIA)     | 22 | 12 | 56  | 2  |
| 3    | Oklahoma City Blue (OKC)       | 21 | 13 | 55  | 3  |
| 4    | Santa Cruz Warriors (GSW)      | 20 | 14 | 54  | 4  |
| 5    | Salt Lake City Stars (UTA)     | 20 | 14 | 54  | 4  |
| 6    | Rio Grande Valley Vipers (HOU) | 20 | 14 | 54  | 4  |
|      |                                |    |    |     |    |
| 7    | Austin Spurs (SAS)             | 20 | 14 | 54  | 4  |
| 8    | Capitanes de Ciudad de México  | 19 | 15 | 53  | 5  |
| 9    | Texas Legends (DAL)            | 18 | 16 | 52  | 6  |
| 10   | Rip City Remix (POR)           | 18 | 16 | 52  | 6  |
| 11   | South Bay Lakers (LAL)         | 18 | 16 | 52  | 6  |
| 12   | Memphis Hustle (MEM)           | 15 | 19 | 49  | 9  |
| 13   | Ontario Clippers (LAC)         | 15 | 19 | 49  | 9  |
| 14   | Iowa Wolves (MIN)              | 7  | 27 | 41  | 17 |
| 15   | NBA G League Ignite            | 2  | 32 | 36  | 22 |

## Playoffs
|  | Cuartos de final de Conferencia 2 de abril | Cuartos de final de Conferencia 2 de abril | Cuartos de final de Conferencia 2 de abril |                     |     | Semifinales de Conferencia 4 y 5 de abril | Semifinales de Conferencia 4 y 5 de abril | Semifinales de Conferencia 4 y 5 de abril |  |   | Finales de Conferencia 7 de abril | Finales de Conferencia 7 de abril | Finales de Conferencia 7 de abril |     |    | Finales 9 al 15 de abril (al mejor de 3) | Finales 9 al 15 de abril (al mejor de 3) | Finales 9 al 15 de abril (al mejor de 3) | Finales 9 al 15 de abril (al mejor de 3) | Finales 9 al 15 de abril (al mejor de 3) |  |
|  |                                            |                                            |                                            |                     |     |                                           |                                           |                                           |  |   |                                   |                                   |                                   |     |    |                                          |                                          |                                          |                                          |                                          |  |
|  |                                            |                                            |                                            |                     |     |                                           |                                           |                                           |  |   |                                   |                                   |                                   |     |    |                                          |                                          |                                          |                                          |                                          |  |
|  |                                            |                                            |                                            |                     |     |                                           |                                           |                                           |  |   |                                   |                                   |                                   |     |    |                                          |                                          |                                          |                                          |                                          |  |
|  |                                            |                                            |                                            |                     |     |                                           |                                           |                                           |  |   |                                   |                                   |                                   |     |    |                                          |                                          |                                          |                                          |                                          |  |
|  |                                            |                                            |                                            |                     |     |                                           |                                           |                                           |  |   |                                   |                                   |                                   |     |    |                                          |                                          |                                          |                                          |                                          |  |
|  |                                            | 1                                          | Osceola Magic                              | 112                 |     |                                           |                                           |                                           |  |   |                                   |                                   |                                   |     |    |                                          |                                          |                                          |                                          |                                          |  |
|  |                                            |                                            |                                            | 112                 |     |                                           |                                           |                                           |  |   |                                   |                                   |                                   |     |    |                                          |                                          |                                          |                                          |                                          |  |
|  |                                            |                                            | 5                                          | Long Island Nets    | 120 |                                           |                                           |                                           |  |   |                                   |                                   |                                   |     |    |                                          |                                          |                                          |                                          |                                          |  |
|  | 4                                          | Capital City Go-Go                         | 5                                          | Long Island Nets    | 120 | 118                                       |                                           |                                           |  |   |                                   |                                   |                                   |     |    |                                          |                                          |                                          |                                          |                                          |  |
|  | 4                                          | Capital City Go-Go                         |                                            |                     |     |                                           |                                           |                                           |  |   |                                   |                                   |                                   |     |    |                                          |                                          |                                          |                                          |                                          |  |
|  | 5                                          | Long Island Nets                           | 120                                        |                     |     |                                           |                                           |                                           |  |   |                                   |                                   |                                   |     |    |                                          |                                          |                                          |                                          |                                          |  |
|  | 5                                          | Long Island Nets                           | 120                                        |                     |     |                                           |                                           |                                           |  | 5 | Long Island Nets                  | 77                                |                                   |     |    |                                          |                                          |                                          |                                          |                                          |  |
|  | Conferencia Este                           |                                            |                                            |                     |     |                                           |                                           |                                           |  | 5 | Long Island Nets                  | 77                                |                                   |     |    |                                          |                                          |                                          |                                          |                                          |  |
|  |                                            |                                            | 2                                          | Maine Celtics       | 99  |                                           |                                           |                                           |  |   |                                   |                                   |                                   |     |    |                                          |                                          |                                          |                                          |                                          |  |
|  | 3                                          | Indiana Mad Ants                           | 2                                          | Maine Celtics       | 99  | 101                                       |                                           |                                           |  |   |                                   |                                   |                                   |     |    |                                          |                                          |                                          |                                          |                                          |  |
|  | 3                                          | Indiana Mad Ants                           |                                            |                     |     |                                           |                                           |                                           |  |   |                                   |                                   |                                   |     |    |                                          |                                          |                                          |                                          |                                          |  |
|  | 6                                          | Delaware Blue Coats                        | 123                                        |                     |     |                                           |                                           |                                           |  |   |                                   |                                   |                                   |     |    |                                          |                                          |                                          |                                          |                                          |  |
|  | 6                                          | Delaware Blue Coats                        | 123                                        |                     | 2   | Maine Celtics                             | 119                                       |                                           |  |   |                                   |                                   |                                   |     |    |                                          |                                          |                                          |                                          |                                          |  |
|  |                                            |                                            |                                            |                     | 2   | Maine Celtics                             | 119                                       |                                           |  |   |                                   |                                   |                                   |     |    |                                          |                                          |                                          |                                          |                                          |  |
|  |                                            |                                            | 6                                          | Delaware Blue Coats | 112 |                                           |                                           |                                           |  |   |                                   |                                   |                                   |     |    |                                          |                                          |                                          |                                          |                                          |  |
|  |                                            |                                            | 6                                          | Delaware Blue Coats | 112 |                                           |                                           |                                           |  |   |                                   |                                   |                                   |     |    |                                          |                                          |                                          |                                          |                                          |  |
|  |                                            |                                            |                                            |                     |     |                                           |                                           |                                           |  |   |                                   |                                   |                                   |     |    |                                          |                                          |                                          |                                          |                                          |  |
|  |                                            |                                            |                                            |                     |     |                                           |                                           |                                           |  |   |                                   |                                   |                                   |     |    |                                          |                                          |                                          |                                          |                                          |  |
|  |                                            |                                            |                                            |                     |     |                                           |                                           |                                           |  |   |                                   | 2                                 | Maine Celtics                     | 106 | 89 | 100                                      |                                          |                                          |                                          |                                          |  |
|  |                                            |                                            |                                            |                     |     |                                           |                                           |                                           |  |   |                                   |                                   |                                   | 106 | 89 | 100                                      |                                          |                                          |                                          |                                          |  |
|  |                                            |                                            | 3                                          | Oklahoma City Blue  | 86  | 99                                        | 117                                       |                                           |  |   |                                   |                                   |                                   |     |    |                                          |                                          |                                          |                                          |                                          |  |
|  |                                            |                                            | 3                                          | Oklahoma City Blue  | 86  | 99                                        | 117                                       |                                           |  |   |                                   |                                   |                                   |     |    |                                          |                                          |                                          |                                          |                                          |  |
|  |                                            |                                            |                                            |                     |     |                                           |                                           |                                           |  |   |                                   |                                   |                                   |     |    |                                          |                                          |                                          |                                          |                                          |  |
|  |                                            |                                            |                                            |                     |     |                                           |                                           |                                           |  |   |                                   |                                   |                                   |     |    |                                          |                                          |                                          |                                          |                                          |  |
|  |                                            | 1                                          | Stockton Kings                             | 112                 |     |                                           |                                           |                                           |  |   |                                   |                                   |                                   |     |    |                                          |                                          |                                          |                                          |                                          |  |
|  |                                            |                                            |                                            | 112                 |     |                                           |                                           |                                           |  |   |                                   |                                   |                                   |     |    |                                          |                                          |                                          |                                          |                                          |  |
|  |                                            |                                            | 4                                          | Santa Cruz Warriors | 109 |                                           |                                           |                                           |  |   |                                   |                                   |                                   |     |    |                                          |                                          |                                          |                                          |                                          |  |
|  | 4                                          | Santa Cruz Warriors                        | 4                                          | Santa Cruz Warriors | 109 | 113                                       |                                           |                                           |  |   |                                   |                                   |                                   |     |    |                                          |                                          |                                          |                                          |                                          |  |
|  | 4                                          | Santa Cruz Warriors                        |                                            |                     |     |                                           |                                           |                                           |  |   |                                   |                                   |                                   |     |    |                                          |                                          |                                          |                                          |                                          |  |
|  | 5                                          | Salt Lake City Stars                       | 111                                        |                     |     |                                           |                                           |                                           |  |   |                                   |                                   |                                   |     |    |                                          |                                          |                                          |                                          |                                          |  |
|  | 5                                          | Salt Lake City Stars                       | 111                                        |                     |     |                                           |                                           |                                           |  | 1 | Stockton Kings                    | 107                               |                                   |     |    |                                          |                                          |                                          |                                          |                                          |  |
|  | Conferencia Oeste                          |                                            |                                            |                     |     |                                           |                                           |                                           |  | 1 | Stockton Kings                    | 107                               |                                   |     |    |                                          |                                          |                                          |                                          |                                          |  |
|  |                                            |                                            | 3                                          | Oklahoma City Blue  | 114 |                                           |                                           |                                           |  |   |                                   |                                   |                                   |     |    |                                          |                                          |                                          |                                          |                                          |  |
|  | 3                                          | Oklahoma City Blue                         | 3                                          | Oklahoma City Blue  | 114 | 126*                                      |                                           |                                           |  |   |                                   |                                   |                                   |     |    |                                          |                                          |                                          |                                          |                                          |  |
|  | 3                                          | Oklahoma City Blue                         |                                            |                     |     |                                           |                                           |                                           |  |   |                                   |                                   |                                   |     |    |                                          |                                          |                                          |                                          |                                          |  |
|  | 6                                          | Rio Grande Valley Vipers                   | 125                                        |                     |     |                                           |                                           |                                           |  |   |                                   |                                   |                                   |     |    |                                          |                                          |                                          |                                          |                                          |  |
|  | 6                                          | Rio Grande Valley Vipers                   | 125                                        |                     | 2   | Sioux Falls Skyforce                      | 93                                        |                                           |  |   |                                   |                                   |                                   |     |    |                                          |                                          |                                          |                                          |                                          |  |
|  |                                            |                                            |                                            |                     | 2   | Sioux Falls Skyforce                      | 93                                        |                                           |  |   |                                   |                                   |                                   |     |    |                                          |                                          |                                          |                                          |                                          |  |
|  |                                            |                                            | 3                                          | Oklahoma City Blue  | 111 |                                           |                                           |                                           |  |   |                                   |                                   |                                   |     |    |                                          |                                          |                                          |                                          |                                          |  |
|  |                                            |                                            | 3                                          | Oklahoma City Blue  | 111 |                                           |                                           |                                           |  |   |                                   |                                   |                                   |     |    |                                          |                                          |                                          |                                          |                                          |  |
|  |                                            |                                            |                                            |                     |     |                                           |                                           |                                           |  |   |                                   |                                   |                                   |     |    |                                          |                                          |                                          |                                          |                                          |  |
|  |                                            |                                            |                                            |                     |     |                                           |                                           |                                           |  |   |                                   |                                   |                                   |     |    |                                          |                                          |                                          |                                          |                                          |  |
|  |                                            |                                            |                                            |                     |     |                                           |                                           |                                           |  |   |                                   |                                   |                                   |     |    |                                          |                                          |                                          |                                          |                                          |  |
|  |                                            |                                            |                                            |                     |     |                                           |                                           |                                           |  |   |                                   |                                   |                                   |     |    |                                          |                                          |                                          |                                          |                                          |  |

### Finales
| 10 de abril de 2024 | Oklahoma City Blue                                                                   | 86–106                                | Maine Celtics                                             | |  |
| 8:00 p. m. ET       | Parciales: 14–33, 28–26, 19–25, 25–24                                                | Parciales: 14–33, 28–26, 19–25, 25–24 | Parciales: 14–33, 28–26, 19–25, 25–24                     | |  |
|                     | Estadísticas Jaden Shackelford 21 Olivier Sarr 13 Ousmane Dieng, Jaden Shackelford 4 | Reporte Pts Reb Asts                  | Estadísticas JD Davison 23 Neemias Queta 13 JD Davison 12 | Pabellón: Portland Exposition Building, Portland, Maine Asistencia: 2,417 espectadores Árbitros: * #36 Tyler Ricks - #77 Jenna Reneau - #41 Tyler Mirkovich - #34 Brent Haskill |  |

| 11 de abril de 2024 | Maine Celtics                                                | 89–99                                 | Oklahoma City Blue                                                                | |  |
| 9:00 p. m. ET       | Parciales: 14–25, 32–30, 23–28, 20–16                        | Parciales: 14–25, 32–30, 23–28, 20–16 | Parciales: 14–25, 32–30, 23–28, 20–16                                             | |  |
|                     | Estadísticas Drew Peterson 29 Neemias Queta 13 JD Davison 12 | Reporte Pts Reb Asts                  | Estadísticas Lindy Waters III 27 Olivier Sarr 9 Flagler, Maldonado, Waters 5 c/u. | Pabellón: Paycom Center, Oklahoma City, Oklahoma Asistencia: 6,883 espectadores Árbitros: * #41 Tyler Mirkovich - #80 JD Ralls - #34 Brent Haskil - #73 Pat O'Connell |  |

| 15 de abril de 2024                | Oklahoma City Blue                                            | 117–100              | Maine Celtics                                            | |  |  |
| 8:00 p. m. ET                      |                                                               |                      |                                                          | |  |  |
|                                    | Estadísticas Ousmane Dieng 25 Olivier Sarr 13 Ousmane Dieng 4 | Reporte Pts Reb Asts | Estadísticas JD Davison 22 Drew Peterson 8 JD Davison 10 | Pabellón: Portland Exposition Building, Portland, Maine Asistencia: 2417 espectadores Árbitros: * #36 Tyler Ricks - #77 Jenna Reneau - #80 JD Ralls - #73 Pat O'Connell |  |  |
| Oklahoma City gana las series, 2-1 |                                                               |                      |                                                          | |  |  |
|                                    |                                                               |                      |                                                          | |  |  |

## Novedades
Para el comienzo de la temporada 2023-24, la NBA G League agregó un nuevo equipo y dos equipos se mudaron de ciudad:
- Portland Trail Blazers lanzó su nuevo filial de la G League, los Rip City Remix, con sede en Portland, Oregón, convirtiéndose en la franquicia número 31 de la liga.[3]
- Los Lakeland Magic se mudaron de Lakeland, Florida a Kissimmee, convirtiéndose en los Osceola Magic.[4]
- Los Fort Wayne Mad Ants jugarán sus juegos en Gainbridge Fieldhouse en Indianápolis para la temporada 2023-24 en previsión de mudarse a una nueva arena en Noblesville, Indiana y un cambio de marca del equipo en la temporada 2024-25.[5]
- Los Birmingham Squadron pasaron de la Conferencia Oeste a la Conferencia Este tras la incorporación de Rip City.[6]

## Draft internacional
La liga celebró el primer Draft internacional de la NBA G League el 28 de junio de 2023. Los equipos de la G League seleccionaron los derechos de diez jugadores internacionales elegibles para el draft de la NBA de diez países diferentes.
| Pick | Jugador                | Pos. | País              | Equipo                        |
| ---- | ---------------------- | ---- | ----------------- | ----------------------------- |
| 1    | Malique Lewis          | A    | Trinidad y Tobago | Capitanes de Ciudad de México |
| 2    | Sharif Barfi           | B    | Dinamarca         | South Bay Lakers              |
| 3    | Sediq Garuba           | B    | España            | Salt Lake City Stars          |
| 4    | Hassane Gueye          | P    | Senegal           | Wisconsin Herd                |
| 5    | Daryl Doualla          | B    | Francia           | Capital City Go-Go            |
| 6    | Abdullah Ahmed         | P    | Egipto            | Westchester Knicks            |
| 7    | Antonios Karagiannidis | P    | Grecia            | Texas Legends                 |
| 8    | Jakub Urbaniak         | P    | Polonia           | Rip City Remix                |
| 9    | Thorvaldur Arnason     | B    | Islandia          | Cleveland Charge              |
| 10   | Ricards Vanags         | A    | Letonia           | Rio Grande Valley Vipers      |